# 1292 Люсе
1292 Люсе (1292 Luce) — астероїд головного поясу, відкритий 17 вересня 1933 року.
Тіссеранів параметр щодо Юпітера — 3,442.